# Sà lan kem

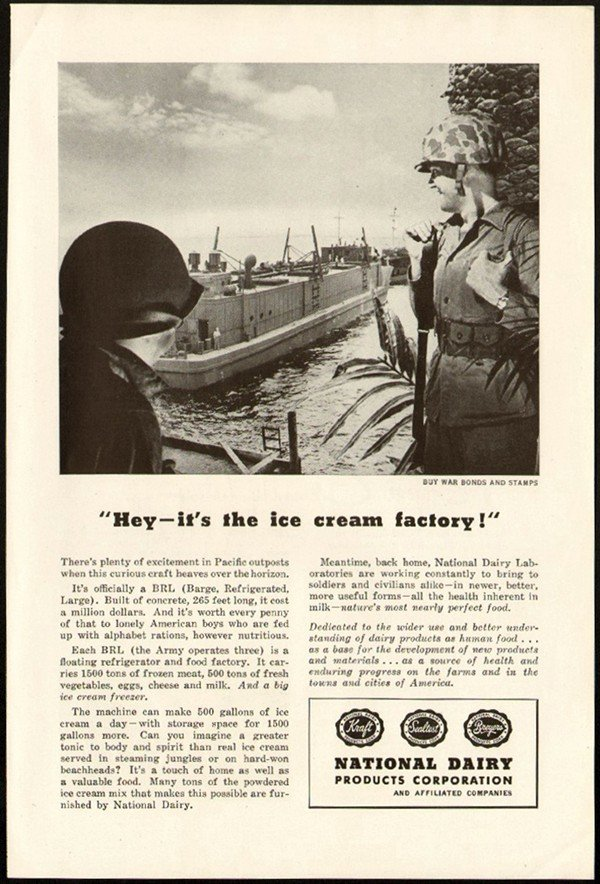
Mẫu quảng cáo sà lan kem.

Sà lan kem là một con tàu được Hải quân Mỹ sử dụng tại chiến trường Thái Bình Dương trong Thế chiến thứ hai để sản xuất kem với số lượng lớn cung cấp cho thủy thủ và lính thủy đánh bộ. Con tàu này vốn thuộc loại sà lan bê tông mua lại từ Lục quân Mỹ và trị giá 1 triệu đô la, có thể tạo ra 10 galông Mỹ (38 L) kem cứ sau bảy phút, hoặc khoảng 500 gal Mỹ (1.900 L) mỗi lần thay đổi, và có khả năng lưu trữ 2.000 gal Mỹ (7.600 L). Nó được sử dụng trong khu vực hoạt động của USN Tây Thái Bình Dương, tại một thời điểm thả neo tại Căn cứ Hải quân Ulithi. Những con tàu này nhằm mục đích nâng cao tinh thần của binh lính Mỹ ở nước ngoài bằng cách sản xuất kem với tốc độ nhanh.